# VLC多媒體播放器
VLC多媒體播放器（英語：VLC media player），最初名為，是VideoLAN計劃的开放源代码多媒體播放器。支援眾多音訊與視訊解碼器及檔案格式，並支援DVD影音光碟、VCD影音光碟及各類串流協定。它也能作為单播或多播的串流伺服器在IPv4或IPv6的高速網路連線下使用。调用FFmpeg計劃的解碼器與libdvdcss程式庫使其有播放多媒體檔案及加密DVD影碟的功能。

## 历史
VideoLAN最初作为大学的研究项目于1996年启动。VLC原指VideoLAN客户端（VideoLAN Client），但VLC已不再是个简单的客户端。该软件包含了客户端及服务器以通过校园网播放视频流。VLC作为VideoLAN计划所开发的客户端，最初是巴黎中央理工學院學生的專題計畫，現在贡献者已经遍及世界，并由非营利组织VideoLAN开发。
1998年开始重新编写，2001年1月1日通过GNU通用公共许可协议发布，获得了巴黎中央理工學院校长的许可。服务器版软件VideoLan服务器（VideoLan Server）的功能早已集成进VLC并停止开发。由于软件已不再是客户端/服务器基础装备，因此被更名为VLC media player。
VLC的图标是源自于交通錐，由Ecole Centrale's Networking Students' Association创作。2006年由手繪的低解析度圖示改成高解析度的CGI，作者是Richard Øiestad。
经过13年的开发，VLC多媒体播放器1.0.0版于2009年7月7日发布。VLC多媒体播放器2.0.0版于2012年2月18日发布。
2011至2012年，大部分VLC组件重新以GNU通用公共许可协议发布。
VLC是最早被SourceForge完全统计下载的软件，下载量超过42亿次。
VLC现在可通过苹果的App Store下载于iPad、iPhone及iPod Touch。早期因为GPL和iTunes Store许可的冲突而被下架，后来改用Mozilla公共许可证发布。
2014年3月13日开始发布Windows Store的版本。支持Windows Phone及可能支持Xbox One的版本也在开发中。

## 特色
VLC自建的動態核心模組，使所有的介面（interfaces）、視訊和音訊輸出（video and audio outputs）、控制（controls）、定標器（scalers）、解碼器（codecs）、音訊/視訊濾波器（audio/video filters）包含於統一的模組之內，便於使用。在播放媒體檔時，無需使用者干預，VLC會根據不同的情況自行調度輸入協定（input protocol）、輸入檔的格式（input file format）、輸入轉碼器（input codec）、視訊卡功能（video card capabilities）和其他參數。
VLC media player具有跨平台的特性，可用于Windows、macOS、GNU/Linux、FreeBSD、NetBSD、OpenBSD、Solaris、Android、iOS、QNX、Syllable Desktop及OS/2。
開啟實驗性功能：使用GPU加速解碼（需顯卡及配合驅動程式支援），用於大幅降低CPU佔用率。
在Windows、Linux以及某些平台，VLC提供了一個Mozilla擴充套件，使得某些網站上附帶的QuickTime及Windows Media多媒體檔案，可以在非微軟或蘋果電腦的作業系統中，正常顯示於Mozilla的瀏覽器下。
從版本0.8.2開始，VLC亦提供了一個ActiveX的擴充套件，使用戶可以在Internet Explorer下，正常顯示某些網站上附帶的QuickTime及Windows Media多媒體檔案。
VLC支援播放某些沒有下載完成的視訊檔案部份內容。
VLC支援協力廠商面板。

## 彩蛋
VLC在聖誕節的前後各一週（12月18日至翌年1月1日）会自动把软件執行中的圖示设置为一个戴圣诞帽的交通錐。
VLC在播放媒體文件名為：Kill Bill後，軟件執行中的圖示將設置為上述電影風格的交通錐

## 外部連結
- 官方网站
- VLC Media Player Portable官方網站 （页面存档备份，存于）